# Lafage-sur-Sombre
Lafage-sur-Sombre (La Faja auf Okzitanisch) ist eine französische Gemeinde mit 135 Einwohnern (Stand 1. Januar 2022) im Département Corrèze in der Region Nouvelle-Aquitaine. Die Einwohner nennen sich Fageous.

## Geografie
Die Gemeinde liegt im Zentralmassiv und ist von ausgedehnten Wäldern umgeben. Tulle, die Präfektur des Départements liegt ungefähr 30 Kilometer westlich und Égletons etwa 15 Kilometer nördlich sowie Ussel rund 35. Kilometer nordöstlich.
Nachbargemeinden von Lafage-sur-Sombre sind Montaignac-sur-Doustre im Norden, Saint-Hilaire-Foissac im Nordosten, Saint-Merd-de-Lapleau im Süden, Marcillac-la-Croisille im Westen sowie Champagnac-la-Noaille im Nordwesten.

## Wappen
Beschreibung: In Blau drei (2;1) goldene Roch unter einem silbernen Schildhaupt mit laufenden schwarzen Hund.

## Einwohnerentwicklung
| Jahr      | 1962 | 1968 | 1975 | 1982 | 1990 | 1999 | 2007 | 2016 |
| Einwohner | 139  | 207  | 158  | 162  | 159  | 116  | 121  | 120  |